# Morten Jensen Gyrsting
Morten Jensen Gyrsting (Gørsting) (1379 – 28. april 1448) var en dansk rigsråd.
Han var søn af landsdommeren på Sjælland Jens Gyrsting. Allerede i 1411 blev han slået til ridder og vidnede da i Kolding om, hvorledes enkehertuginde Elisabeth af Slesvig havde lovet at overgive byen Flensborg til dronning Margrethe. Byen kom kort tid efter på danske hænder, og så blev han knyttet til Flensborg som høvedsmand i byen, siden tillige på den stærke borg, som kong Erik af Pommern havde opført på Mariebjerget uden for byen. 
Han blev siddende på posten som lensmand ligeså længe byen var på danske hænder. De holstenske grever brød sig ikke om ham, og førte ofte klager over om, mens borgerne satte pris på ham og lod ham deltage i deres gilder.
Da det første hovedangreb på Flensborg kom i 1427, var han klar til at forsvare sig i fællesskab med sin svoger biskop Gert Gyldenstierne. Hertug Henrik mistede livet under stormen på byen.
I 1431 fik holstenerne byen i deres magt ved forræderi, men Morten Jensen Gyrsting, endnu engang sammen med hans svoger, forsvarede de borgen et halvt års tid. Først da Hanseaternes flåde havde spærret fjorden, og alle de belejredes sidste maddepoter var tømt, overgav han d. 7. september det sidste dansk bolværk i Mellemslesvig.
På dette tidspunkt havde han allerede længe været medlem af det danske riges råd, og som sådan deltaget i alle politiske forhandlinger. 1419 havde han medbeseglet forbundet med Polen, 1423 forbundet med Hansestæderne. Også i de følgende års forhandlinger med holstenerne, hansestæderne og svenskerne havde han en finger med i spillet.
Da stormændene i Danmark begyndte at vende sig imod Erik af Pommern, synes Morten Jensen Gyrsting at have holdt sig til kongen, som brugte ham til mægler over for de misfornøjede. Han skiftede dog side da rigsrådet tog de afgørende skridt, indkaldte Christoffer af Bayern og opsagde Erik troskab, og 1440 måtte Flensborgs gamle forsvarer medbesegle den arveforlening på Slesvig, der betegnede den fulde opgivelse af Erik af Pommerns kamp. Under Christoffers regering høres der næsten intet til Morten Jensen i historiebøgerne og han døde i 1448. 
Han var i besiddelse af Kragerup på Vestsjælland.